# Alois Pirker

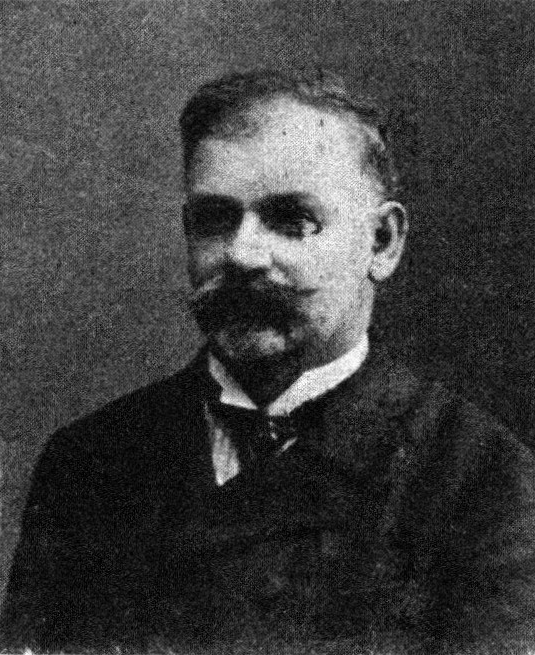
Alois Pirker

Alois Pirker (* 7. Mai 1855 in Projern (heute Gemeinde Sankt Veit an der Glan), Kärnten; † 2. Februar 1931 in Hörzendorf (heute ebenfalls Gemeinde Sankt Veit an der Glan)) war ein österreichischer Politiker der Deutschen Agrarpartei.

## Ausbildung und Beruf
Nach dem Besuch der Volksschule wurde er Bauer sowie Mühlen- und Sägewerksbesitzer in Hörzendorf.

## Politische Funktionen
- 1887: Bürgermeister von Hörzendorf
- 1907–1918: Abgeordneter des Abgeordnetenhauses im Reichsrat (XI. und XII. Legislaturperiode), Wahlbezirk Kärnten 6, Deutscher Nationalverband (Deutsche Agrarpartei)
- ab 1902: Abgeordneter zum Kärntner Landtag (9. und 10. Wahlperiode), Wahlklasse Landgemeinden, Wahlbezirk III (Region St. Veit, Eberstein)

## Politische Mandate
- 21. Oktober 1918 bis 16. Februar 1919: Mitglied der Provisorischen Nationalversammlung, DnP